# Goera latispina
Goera latispina är en nattsländeart som beskrevs av Schmid 1965. Goera latispina ingår i släktet Goera och familjen grusrörsnattsländor. Inga underarter finns listade i Catalogue of Life.